# أنطوني فان در دز

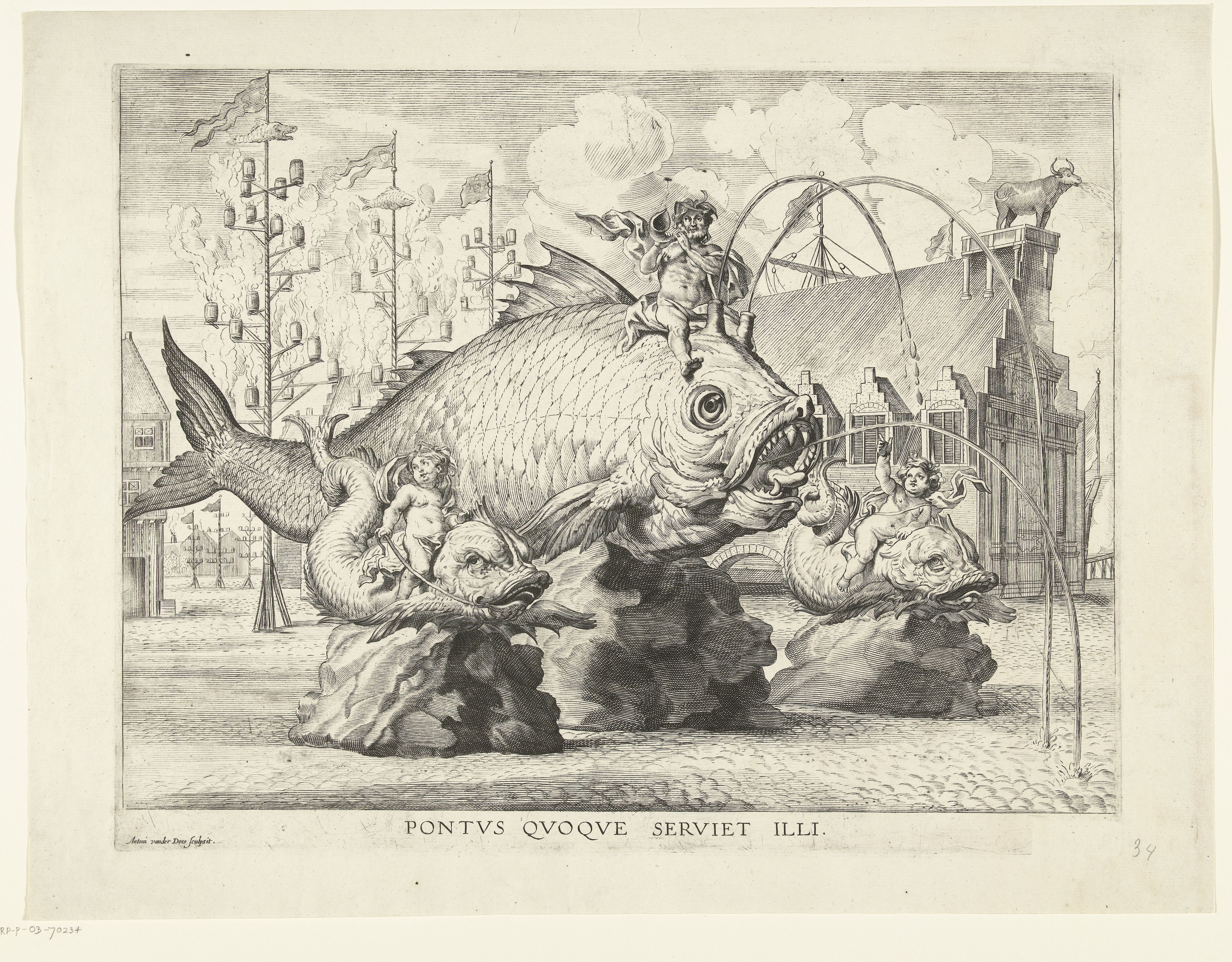
مشهد لفرديناند ك تريتون فوق سمكة عملاقة

أنطوني فان در دز (من الأشكال الأخرى للإسم الأول: أنثوني وأنطوان) (أنتويرب, 1609 – أنتويرب, 1680) كان نقاش فلمنكي ورسام طباعة. .